# 2008年度新城國語力頒獎禮得獎名單
2008年度新城國語力頒獎禮於2008年7月30日在香港會議展覽中心Hall 3舉行。當晚，共頒發104個獎項，結果男歌手方面，陳奕迅成為大贏家，獲得5個獎項；而女歌手則為蕭亞軒、容祖兒，獲得4個獎項；另外組合大贏家為S.H.E，獲得4.5個獎項。

## 得獎名單

### 歌曲獎項
- 新城國語力歌曲
  - 《Love Song》 ──方大同
  - 《愛麗絲的第一次》 ──薛凱琪
  - 《喜歡一個人好累》 ──泳兒
  - 《怎麼會寂寞》 ──王菀之
  - 《木紋》 ──何韻詩
  - 《當你離開的時候》 ──蔡健雅
  - 《陪我歌唱》 ──蘇打綠
  - 《一支獨秀》 ──羅志祥
  - 《愛不死》 ──陳曉東
  - 《鬥膽》 ──區俊濤、王婧
  - 《如果愛過》 ──葉文輝
  - 《分開以後》 ──唐禹哲
  - 《I'll Be There》 ──蕭亞軒
  - 《妹妹》 ──蔡卓妍
  - 《愛你在傷口》 ──任賢齊
  - 《婚禮進行曲》 ──胡彥斌
  - 《夢非夢》 ──容祖兒
  - 《聽袁淮仁彈吉他》 ──S.H.E
  - 《無辜》 ──曹格
  - 《I Miss You》 ──光良
  - 《路...一直都在》 ──陳奕迅
- 新城國語力熱爆K歌
  - 《木紋》 ──何韻詩
  - 《妹妹》 ──蔡卓妍
  - 《男人KTV》 ──胡彥斌
- 新城國語力跳舞歌曲獎
  - 《什麼年代》 ──鄭希怡
  - 《我們就是力量》 ──EO2、鄧穎芝、裕美、范萱蔚、賈曉晨
- 新城國語力最佳合唱歌曲
  - 《新窩》 ──S.H.E.、飛輪海
- 新城國語力熱播冠軍歌曲大獎
  - 《香港心》 ──Irene-A
- 新城國語力年度歌曲大獎
  - 《路...一直都在》 ──陳奕迅

### 專輯獎項
- 新城國語力搖擺專輯獎
  - 《Elastic Rock》 ──何超
- 新城國語力創作專輯獎
  - 《王菀之國語專輯》 ──王菀之
  - 《Goodbye & Hello》 ──蔡健雅
- 新城國語力年度專輯獎
  - 《Canning's Blues & Songs by the Beatles》 ──Irene-A
  - 《Super Sunshine》 ──曹格

### 新人獎項
- 新城國語新勢力歌手
  - 賈曉晨
  - 潘嘉麗
  - 郭美美
  - 劉力揚
  - 林宥嘉
  - 蕭敬騰
  - 陳楚生
  - 俞灝明
  - 高遠
  - 陳偉霆
  - 洪卓立
  - 王友良
- 新城國語新勢力組合
  - 星光幫
  - 大嘴巴
  - 夾子道
  - Sun Boy'z
  - VEGA
- 新城國語新勢力樂團
  - Fusion
- 新城國語創作新勢力
  - 陳楚生

### 歌手獎項
- 新城國語力跳舞歌手獎
  - 蕭亞軒
  - 鄭希怡
- 新城國語力躍進歌手
  - 薛凱琪
  - 泳兒
  - 唐禹哲
  - 林宥嘉
  - 蕭敬騰
- 新城國語力躍進樂團
  - 蘇打綠
- 新城國語力潮拜歌手
  - 蕭敬騰
- 新城國語力演繹獎
  - Tank
  - 張信哲
  - 陳奕迅
  - irene-A
- 新城國語力人氣偶像大獎
  - 星光幫
- 新城國語力創作歌手大獎
  - Tank
  - 方大同
  - 信
- 新城國語力舞台大獎
  - 任賢齊
  - 容祖兒
  - 羅志祥
- 新城國語力男歌手
  - 信
  - 曹格
  - 羅志祥
  - 方大同
  - 陳奕迅
- 新城國語力女歌手
  - 何韻詩
  - 蕭亞軒
  - 蔡健雅
- 新城國語力組合
  - 大嘴巴
  - 飛輪海
- 新城國語力樂團
  - 蘇打綠
- 新城國語力年度歌手大獎
  - 陳奕迅
- 新城國語力全國最受歡迎偶像獎
  - 蔡卓妍
  - 陳曉東
  - 潘瑋柏
- 新城國語力全國最受歡迎歌手獎
  - 任賢齊
  - 容祖兒
  - 胡彥斌
- 新城國語力全國最受歡迎组合獎 
  - S.H.E
- 新城國語力亞洲創作歌手大獎
  - 光良
  - 黃耀明
- 新城國語力亞洲人氣偶像大獎
  - 潘瑋柏
  - S.H.E
- 新城國語力亞洲歌手大獎
  - 羅志祥
  - 光良
  - 蕭亞軒
  - 潘瑋柏
  - 容祖兒
- 新城國語力亞洲組合大獎
  - S.H.E
- 新城國語力全球至尊舞台大獎
  - 劉德華
- 新城國語力全球至尊歌手大獎
  - 劉德華
- 新城國語力殿堂音樂貢獻大獎
  - 黃家駒

## 媒體播放
- 由新城知訊台現場播出；並於約一星期後在無綫音樂台及J2台播放。